# Cuballing Shire
Koordinaten: 32° 49′ S, 117° 11′ O

Das Shire of Cuballing ist ein lokales Verwaltungsgebiet (LGA) im australischen Bundesstaat Western Australia. Das Gebiet ist 1195 km² groß und hat etwa 860 Einwohner (2016).
Cuballing liegt im westaustralischen „Weizengürtel“ im Zentrum des Staates etwa 160 Kilometer südöstlich der Hauptstadt Perth. Der Sitz des Shire Councils befindet sich in der Ortschaft Cuballing, wo etwa 350 Einwohner leben (2016).

## Verwaltung
Der Cuballing Council hat sieben Mitglieder, die von den Bewohnern der zwei Wards (vier aus dem South, drei aus dem North Ward) gewählt. Aus dem Kreis der Councillor rekrutiert sich auch der Ratsvorsitzende und President des Shires.